# Pactum de non cedendo
Pactum de non cedendo (zakaz cesji) – zastrzeżenie umowne wyłączające lub ograniczające możliwość przeniesienia uprawnienia (wierzytelności) z umowy w drodze przelewu. Ograniczenie może polegać na konieczności uzyskania zgody dłużnika lub spełnieniu innych warunków określonych w umowie.
Klauzula ta ma moc prawną względem nabywcy wierzytelności, jeżeli o niej wiedział lub gdy została zawarta w piśmie stwierdzającym wierzytelność.
Zakaz cesji nie obowiązuje w przypadku sukcesji generalnej, gdy na nabywcę przechodzi całość stosunków majątkowych zbywającego (np. zbycie całego przedsiębiorstwa).